# Vocal posterior

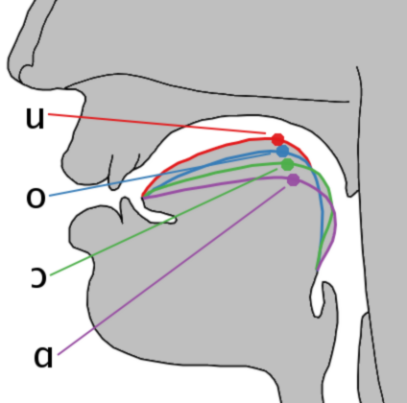
Comparació de les posicions de la llengua en les vocals posteriors: tancada [/u/], semitancada [/o/], semioberta [/ɔ/] i la vocal central [/a/].

Una vocal posterior o velar és un so vocàlic que s'articula amb la llengua retreta, acostant el dors cap al vel. Acústicament, són orals, greus i bemolitzades, i es caracteritzen pel fet que el seu segon formant és inferior a 1200 Hz, enfront de les vocals centrals i anteriors, el segon formant de les quals té una freqüència més alta.
L'AFI identifica nou vocals posteriors:
- La vocal tancada posterior no arrodonida [ɯ]
- La vocal tancada posterior arrodonida [u]
- La vocal quasi tancada semiposterior arrodonida [ʊ]
- La Vocal semitancada posterior no arrodonida [ɤ]
- La Vocal semitancada posterior arrodonida [o]
- La Vocal semitancada posterior no arrodonida [ʌ]
- La Vocal semitancada posterior arrodonida [ɔ]
- La vocal oberta posterior no arrodonida [ɑ]
- La vocal oberta posterior arrodonida [ɒ]